# Tommaso Maria Zigliara
Tommaso Maria Zigliara (Bonifacio, 29 de octubre de 1833 - Roma, 10 de mayo de 1893) fue un cardenal, fraile dominico, filósofo y teólogo italiano. Fue presidente de la Pontificia Academia de Santo Tomás y de la comisión para la edición leonina de las obras competas de Santo Tomás de Aquino. 

## Biografía
Nació en Bonifacio en 1833. Cursó estudios de letras clásicas y de humanidades con un maestro jesuita afincado en su ciudad natal.
A los 18 años ingresó en la Orden de Predicadores, haciendo la profesión solemne en 1852 en el convento de Agnani, donde cursó sus estudios de Filosofía y de Teología. Fue ordenado sacerdote en 1856 por el arzobispo Pecci (futuro Papa León XIII).
Fue profesor de Filosofía en el convento dominico de Orvieto y en el seminario diocesano de la misma ciudad. En 1870 fue destinado a Roma, donde enseñará Filosofía y Teología en el Convento de Santa María sobre Minerva hasta 1879. De 1873 a 1879 fue rector del Colegio de Santo Tomás (actual Universidad Pontificia de Santo Tomás de Aquino).
Se opuso con firmeza al evolucionismo radical sostenido por algunos discípulos de Darwin, redactando un informe crítico -a petición de una Congregación romana- sobre un libro de Raffaello Caverni que sostenía estas tesis evolucionistas. El libro fue condenado.
Formó parte del primer grupo de cardenales nombrados por León XIII en su primer año de pontificado (1879). Zigliara fue sucesivamente cardenal diácono, cardenal presbítero y cardenal obispo. Entonces comenzó su trabajo en la curia romana, siendo nombrado prefecto de la Sagrada Congregación de Estudios y miembro de otras seis Congregaciones. Fue presidente de la Pontificia Academia de Santo Tomás.
Murió en Roma el 10 de mayo de 1893. 

## Aportaciones
El cardenal Zigliara, como todos los dominicos de la época, pertenecía a la escuela tomista, heredera del pensamiento de Santo Tomás de Aquino. Sus años de enseñanza y sus escritos son reflejo de su adhesión a la misma. Por eso el Papa León XIII le pidió su colaboración en la redacción de la Encíclica Aeterni Patris sobre la restauración de la filosofía cristiana conforme a la doctrina de Santo Tomás de Aquino. Además, colaboró en la preparación y publicación de la edición leonina (así llamada por haber sido promovida por León XIII) de las obras completas de Santo Tomás de Aquino, escribiendo un comentario a los comentarios de Santo Tomás sobre algunas de las obras lógicas de Aristóteles.

## Obras

### Libros

#### Libros en latín:
- Summa philosophica, 3 vols. (Roma, 1876, 1ª. ed.; 1926, 17ª ed.): I vol.: Lógica y ontología. (Traducido al castellano en 1904 por el canónigo Francisco Medina Pérez con el título Suma Filosófica). II vol.: Cosmología, psicología y teología natural. III vol.: Filosofía moral, ética y derecho natural.
- De mente Concilii Vienensis in definiendo dogmate unionis animae humanae cum corpore (Roma, 1878).
- Propaedeutica ad Sacram Theologiam (1884, 1ª ed.).

Además, escribió un comentario -incluido en la edición leonina- a los comentarios de Santo Tomás de Aquino sobre algunas de las obras lógicas de Aristóteles: Commentaria S. Thomae in Aristotelis libros Peri Hermeneias et Posteriorum analyticorum, in fol. vol. I new edit. "Opp. S. Thomae": (Roma, 1882).

#### Libros en italiano:
- Saggio sui principii del Tradizionalismo (Viterbo, 1865).
- Osservazioni su alcune interpretazioni di G.C. Ubaghs sull' ideologia di San Tommaso d'Aquino (Viterbo, 1870).
- Della luce intellettuale e dell' ontologismo secondo la dottrina di S. Bonaventura e Tommaso d'Aquino, 2 vols. (Roma, 1871).